# Qualificazioni al campionato mondiale di calcio 2026 - AFC - seconda fase - girone D
Questa voce raccoglie i risultati delle partite del girone D valido come secondo turno di qualificazione al Campionato mondiale di calcio 2026 per la zona di competenza dell'AFC.
| Squadra       | P.ti | G | V | P | S | RF | RS | DR  |
| ------------- | ---- | - | - | - | - | -- | -- | --- |
| Oman          | 13   | 6 | 4 | 1 | 1 | 11 | 2  | +9  |
| Kirghizistan  | 11   | 6 | 3 | 2 | 1 | 13 | 7  | +6  |
| Malaysia      | 10   | 6 | 3 | 1 | 2 | 9  | 9  | 0   |
| Taipei cinese | 0    | 6 | 0 | 0 | 6 | 2  | 16 | -14 |

## Risultati

### 1ª giornata
| Arbitro: | Sadullo Gulmurodi |

|                                                 |           |  |
| Al-Malki 17’ Pan Wen-chieh 41’ (aut.) Saleh 90’ | Marcatori |  |

| Arbitro: | Ammar Mahfoodh |

|                                               |           |                                             |
| Cools 7’, 77’ Brauzman 72’ (aut.) Halim 90+3’ | Marcatori | 42’ Žyrgalbek uulu 44’ Baatyrkanov 57’ Merk |

### 2ª giornata
| Arbitro: | Majed Al-Shamrani |

|  |           |         |
|  | Marcatori | 72’ Lok |

| Arbitro: | Mooud Bonyadifard |

|                   |           |  |
| Abdurakhmanov 49’ | Marcatori |  |

### 3ª giornata
| Arbitro: | Yahya Almulla |

|  |           |                           |
|  | Marcatori | 54’ (rig.) Kičin 80’ Merk |

| Arbitro: | Ming Fu |

|                              |           |  |
| Al-Subhi 58’ Al-Ghassani 88’ | Marcatori |  |

### 4ª giornata
| Arbitro: | Ammar Mahfoodh |

|                                            |           |               |
| Kojo 17’, 38’, 45’ Brauzman 79’ Merk 90+5’ | Marcatori | 87’ (rig.) Wu |

| Arbitro: | Ko Hyung-jin |

|  |           |                                       |
|  | Marcatori | 45+4’ (rig.) Al Malki 90+4’ Al Ghafri |

### 5ª giornata
| Arbitro: | Zaid Thamer |

|  |           |                            |
|  | Marcatori | 31’, 55’, 75’ Al-Mushaifri |

| Arbitro: | Adham Makhadmeh |

|              |           |                          |
| Alykulov 24’ | Marcatori | 38’ (aut.) Abdurakhmanov |

### 6ª giornata
| Arbitro: | Alireza Faghani |

|                     |           |                |
| Tokotaev 57’ (aut.) | Marcatori | 19’ Zarypbekov |

| Arbitro: | Abdullah Jamali |

|                                       |           |                  |
| Safawi 53’ Paulo Josué 69’ Adib 90+6’ | Marcatori | 20’ Yu Yao-hsing |